# Havaika gressitti
Havaika gressitti là một loài nhện trong họ Salticidae. Loài này được phát hiện ở Hawaii.